# Пістіччі
Пістіччі (італ. Pisticci) — муніципалітет в Італії, у регіоні Базиліката, провінція Матера.
Пістіччі розташоване на відстані близько 380 км на південний схід від Рима, 70 км на південний схід від Потенци, 32 км на південь від Матери.
Населення — 17 849 осіб (2014).

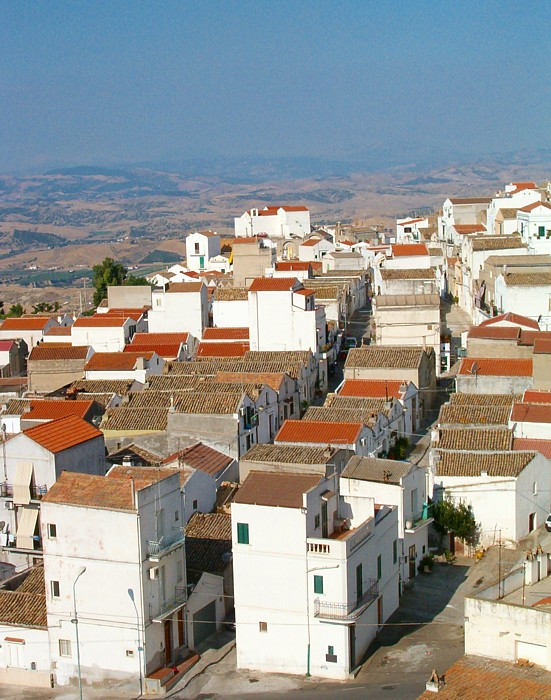

Щорічний фестиваль відбувається 16 серпня. Покровитель — святий Рох.

## Демографія
Населення за роками:

Станом на 1 січня 2023 року в муніципалітеті офіційно проживало 950 іноземців з 55 країн, серед них 391 громадянин країн Євросоюзу та 15 громадян України.

## Сусідні муніципалітети
- Бернальда
- Крако
- Феррандіна
- Монтальбано-Йоніко
- Монтескальйозо
- Помарико
- Сканцано-Йоніко